# زبان خاکاسی
زبان خاکاسی زبانی از شاخه زبان‌های شمال شرقی ترکی می‌باشد که در خاکاسیا در نزدیکی سیبری حدود شصت هزار تن از خاکاس‌ها بدان تکلم می‌کنند. بیشتر متکلمین این زبان دوزبانه هستند. این زبان از سال ۱۹۲۴ به الفبای سیریلیک مکتوب شد و در سال ۱۹۲۹ تا سال ۱۹۳۹ از الفبای لاتین برای نوشتن آن استفاده می‌شد. از سال ۱۹۳۹ تاکنون از الفبای سیریلیک مجدداً استفاده می‌شود. پژوهش‌های منجر به شناخت این زبان در نیمه قرن نوزدهم آغاز شد. زبان خاکاسی به دلیل اینکه گویشورانش در گذشته مانند بیشتر جمعیت ترک‌زبان جهان هیچگاه به سمت غرب مهاجرت نکرده و مسلمان هم نشدند ارتباطی با دنیای ترکان پس از اسلام نداشته‌اند از این رو واژگان فارسی و عربی که در سایر زبان‌های ترکی مرسوم و متداول است در زبان ایشان وجود ندارد و به همین علت مورد پژوهش بسیاری برای تحقیق در مورد ویژگی‌های اولیه زبان ترکی باستان قرار گرفته است. این زبان به‌طور قطع در معرض خطر Definitely endangered قرار دارد.

## شیوه نگارش
| A a    | B b | C c    | Ç ç | D d | Ә ә | F f | G g |
| Ƣ ƣ    | I i | اگنک į | J j | K k | L l | M m | N n |
| سدیل ņ | O o | Ө ө    | P p | R r | S s | Ş ş | T t |
| U u    | V v | X x    | Y y | Z z | Ƶ ƶ | Ь ь |     |

Cyrillic alphabet:
| А а | Б б | В в | Г г | Ғ ғ | Д д | Е е | Ё ё |
| Ж ж | З з | И и | Й й | I i | К к | Л л | М м |
| Н н | Ң ң | О о | Ö ö | П п | Р р | С с | Т т |
| У у | Ӱ ӱ | Ф ф | Х х | Ц ц | Ч ч | Ӌ ӌ | Ш ш |
| Щ щ | Ъ ъ | Ы ы | Ь ь | Ә ә | Ю ю | Я я |     |